# Fața galbenă
Fața galbenă (în engleză The Adventure of the Yellow Face) este una dintre cele 56 povestiri scurte cu Sherlock Holmes ale lui Sir Arthur Conan Doyle și a treia povestire din volumul Memoriile lui Sherlock Holmes (respectiv a doua în edițiile americane ale acestui volum).
Ea a fost publicată în revista Strand Magazine din februarie 1893, cu ilustrații de Sidney Paget, apoi în volumul "Memoriile lui Sherlock Holmes" (în engleză The Memoirs of Sherlock Holmes) editat în anul 1894 de George Newnes Ltd din Anglia. 

## Rezumat

### Misterul inițial
Într-o zi de primăvară timpurie, suferind de plictiseală ca urmare a lipsei de cazuri pe care să le analizeze, Sherlock Holmes merge să se plimbe în parc cu dr. Watson. Cât timp a lipsit, el a fost vizitat de un domn foarte agitat care l-a așteptat o vreme și apoi a plecat uitându-și pipa. Analizând-o, Holmes deduce că vizitatorul său avea o preocupare mintală (pentru că și-a uitat pipa), că prețuia mult pipa (pentru că a preferat să o repare decât să o înlocuiască, atunci când aceasta s-a crăpat), că el era un bărbat voinic, stângaci, avea o dantură excelentă, era neglijent în obiceiuri și înstărit.
Niciuna din aceste deducții nu are o importanță mare în rezolvarea cazului: acestea sunt doar exerciții de logică holmesiană. La scurtă vreme, vizitatorul, domnul Grant Munro (al cărui nume Holmes l-a observat scris pe panglica pălăriei), se întoarce și le povestește lui Holmes și Watson povestea care îl preocupa. El este disperat de comportamentul straniu al soției sale, Effie.
Soția sa locuise o perioadă în orașul Atlanta din Statele Unite ale Americii, unde fusese căsătorită cu un avocat de succes pe nume John Hebron. Cei doi avuseseră împreună un copil. Soțul și copilul ei au murit în urma unei epidemii de febră galbenă, după care Effie s-a întors în Anglia, unde l-a întâlnit pe Munro, cu care s-a căsătorit ulterior și s-au mutat la Norbury. Căsnicia lor a fost una fericită - "N-am avut niciodată o nepotrivire în gânduri, în cuvinte sau în fapte, nici măcar una", spune Grant Munro - până în urmă cu două luni când soția sa i-a cerut să-i dea o sută de lire și l-a implorat să nu întrebe de ce. 
În ultima săptămână, Grant Munro a observat că în căsuța dărăpănată aflată în apropiere de locuința sa se mutase cineva. Uitându-se într-acolo a văzut la o fereastră de la etaj o persoană cu o față galbenă lividă, cu trăsături nefirești și neomenești, care i-au dat fiori. În acea noapte, tulburat de cele văzute, el nu a putut să doarmă și a văzut-o pe soția sa îmbrăcându-se în grabă și ieșind pe furiș din casă pe la trei dimineața. Întrebând-o unde a fost plecată, ea a răspuns că a fost afară să ia o gură de aer proaspăt și a stat câteva minute în fața ușii. A doua zi, Grant Munro a plecat la Crystal Palace și s-a întors apoi la Norbury. Pe drumul spre casă, el a trecut pe lângă coșmelia unde se mutaseră noii vecini și a rămas surprins văzând-o pe soția sa ieșind în acel moment de acolo. Ea a spus că a fost să-i întrebe pe noii vecini dacă au nevoie de ceva. Grant Munro a vrut să se ducă în acea casă pentru a clarifica situația, dar soția sa l-a implorat să se întoarcă acasă, promițând că nu va mai face vizite fără știrea lui. 
După două zile, întorcându-se acasă mai repede decât era prevăzut, Munro nu și-a găsit soția. El a văzut servitoarea fugind în direcția coșmeliei. Îndreptându-se și el într-acolo, le-a văzut pe soție și pe servitoare venind repede împreună. El nu s-a oprit și a intrat în fugă în acea casă, dar a găsit-o goală. Cu toate acestea, camera în care văzuse figura misterioasa este foarte confortabilă și bine mobilată, având pe polița șemineului o fotografie a soției sale. Effie a refuzat să-i spună ce relație există între ea și ocupanții acelei case, rugându-l doar să aibă încredere în ea.

### Rezolvare

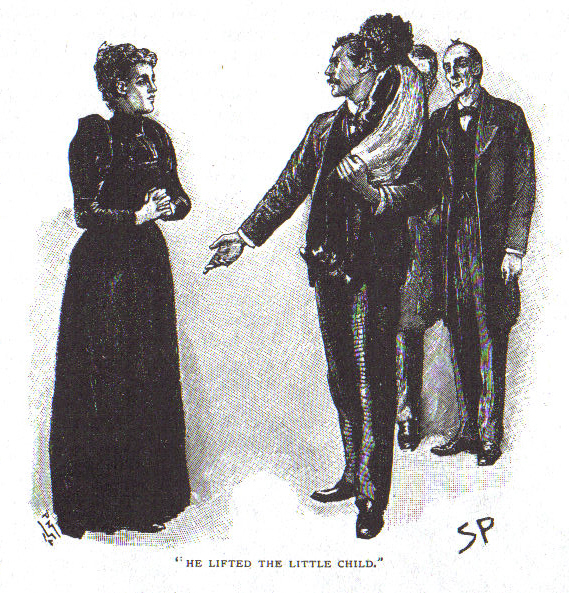
Grant Munro a luat în brațe fetiţa

Holmes îl trimite pe Grant Munro acasă, dându-i instrucțiuni să se intereseze dacă coșmelia a fost reocupată; în acest caz, el l-a rugat pe Munro să-i trimită o telegramă, promițând că va veni în decurs de o oră de la primirea ei. Detectivul l-a rugat pe acesta să nu întreprindă nicio acțiune înainte de venirea lor.
După plecarea lui Munro, Holmes îi exprimă lui Watson teoria sa provizorie că persoana cu figura misterioasă este primul soț al lui Effie. El bănuiește că acesta nu a murit, ci a căpătat niște calități dezagreabile sau a contractat vreo boală dezgustătoare, devenind lepros sau imbecil. Effie a fugit atunci de el, a ajuns în Anglia, unde și-a schimbat numele, făcând rost de acte false și prezentându-se ca fiind văduvă. Primul ei soț ar fi descoperit-o și a venit în Anglia pentru a o șantaja.
La scurtă vreme, Holmes și Watson primesc un mesaj de la Munro în care acesta le spune că coșmelia era din nou locuită. După ce detectivul și doctorul Watson ajung la Norbury, cei trei intră cu forța în casa vecină, în ciuda rugăminților lui Effie Munro. Ei găsesc în camera de la etaj o fetiță cu o față palidă și cu trăsături lipsite de orice expresie. Holmes îi dă jos masca de pe chip și scoate la iveală o micuță negresă. Intrată în cameră, Effie Munro le spune că ea se căsătorise în America cu un negru care murise într-adevăr, dar fetița lor, Lucy, supraviețuise. Cum starea de sănătate a fetiței era destul de fragilă, Effie a plecat singură în Anglia, lăsându-și copilul în grija unei servitoare scoțiene. 
Temându-se că ar pierde dragostea lui Grant Munro dacă el ar afla că ea era mama unui copil de altă rasă, Effie a încercat să păstreze ascunsă existența lui Lucy. Copleșită de dorința de a-și vedea copilul din nou, Effie Munro a folosit suta de lire cerută de la soțul ei pentru a aduce în Anglia pe Lucy și pe bona ei și i-a instalat în coșmelia din apropierea casei familiei Munro. Din motive de precauție, ea i-a ordonat bonei să țină copila în casă în timpul zilei și să-i acopere fața și mâinile pentru ca cei care ar vedea-o la fereastră să nu bârfească despre faptul că există un copil negru în vecinătate.
Atât Watson, cât și Holmes sunt impresionați de răspunsul lui Munro. Watson afirmă că:
"...atunci când răspunsul [lui Munro] a venit, el a fost unul de care îmi place să-mi amintesc. El a luat în brațe copila, a sărutat-o și apoi, fără să o lase jos, a întins cealaltă mână către soția sa și s-a întors către ușă."
Rușinat de faptul că teoria sa provizorie nu s-a confirmat, Holmes a spus:
"Watson, dacă ți se va părea vreodată că devin prea încrezător în forțele mele sau că acord mai puțină atenție unui caz decât ar merita, te rog să-mi șoptești la ureche "Norbury" și îți voi fi profund îndatorat."
După cum s-a arătat, povestea are un mesaj anti-rasist remarcabil pentru acea vreme.

## Personaje
- Sherlock Holmes
- doctorul Watson
- Grant Munro - negustor de hamei din Norbury
- Effie Munro - soția lui Grant Munro
- Lucy Hebron - fiica lui John Hebron și a lui Effie Munro

## Comentariu
Una dintre operele sentimentale ale lui Doyle, povestirea este remarcabilă prin aceea că deducția lui Holmes din cursul ei se dovedește a fi incorectă. (Cu toate acestea, adevărul iese însă la suprafață.) Potrivit dr. Watson:
"[...] acolo unde a eșuat el, de cele mai multe ori nu a reușit nici altcineva, iar povestea a rămas pentru totdeauna fără sfârșit. Din când în când, totuși, s-a întâmplat ca adevărul să fie descoperit chiar și atunci când el a greșit." 
S-a remarcat faptul că tratamentul simpatetic al lui Doyle față de căsătoria interrasială ar putea fi considerat extraordinar de liberal deoarece, la acel moment, erau în vigoare legile împotriva amestecului raselor în mai multe țări. Povestea este scrisă și petrecută în Marea Britanie, o țară fără legi împotriva amestecului raselor, deși nu fără prejudecăți rasiale. După cum este evident din poveste, în societatea britanică a timpului, a contracta o căsătorie interrasială și a avea un copil de rasă amestecată nu era ilegal - dar era încă tratată ca un secret rușinos care trebuia să fie ținut ascuns și a cărui descoperire ar fi putut genera reacții foarte negative.

## Adaptări
Această povestire a servit ca sursă de inspirație pentru primul film cu Sherlock Holmes (filmat în 1921) din seria de filme mute cu Eille Norwood.

## Traduceri în limba română
- Fața galbenă - în volumul "Memoriile lui Sherlock Holmes" (Ed. Junimea, Colecția "Fantomas", Iași, 1970) - traducere de Andrei Bantaș
- Fața galbenă - în volumul "Memoriile lui Sherlock Holmes" (Ed. Aldo Press, București, 2003) - traducere de Luiza Ciocșirescu
- Fața galbenă - în volumul "Memoriile lui Sherlock Holmes" (Ed. Compania, București, 2009) - traducere de Andrei Bantaș
- Fața galbenă - în volumul "Aventurile lui Sherlock Holmes. Vol II" (Colecția Adevărul, București, 2010) - traducere de Luiza Ciocșirescu
- Fața galbenă - în volumul "Aventurile lui Sherlock Holmes. Vol II" (Colecția Adevărul, București, 2011) - traducere de Luiza Ciocșirescu